# Fosse no 10 des mines de Nœux
La fosse no 10 de la Compagnie des mines de Nœux est un ancien charbonnage du Bassin minier du Nord-Pas-de-Calais, situé à Hersin-Coupigny. Elle est commencée le 28 juin 1911 et entre en service vers 1914, avec un puits déjà profond de 723,50 mètres au 31 décembre 1913. Elle assure l'aérage de la fosse no 4 - 4 bis, sise dans la même commune. Une fosse no 10 bis est mise en chantier en 1914.
La Compagnie des mines de Nœux est nationalisée en 1946, et intègre le Groupe de Béthune. Le puits no 10 est comblé en 1962, les installations de la fosse sont ensuite détruites.
Au début du XXIe siècle, Charbonnages de France matérialise la tête de puits no 10, celui-ci se trouve au milieu d'une pâture. Le seul vestige de la fosse est son château d'eau.

## La fosse
Trois ans après la mise en service de la fosse no 9 - 9 bis, la Compagnie des mines de Nœux entreprend d'ouvrir une nouvelle fosse.

### Fonçage

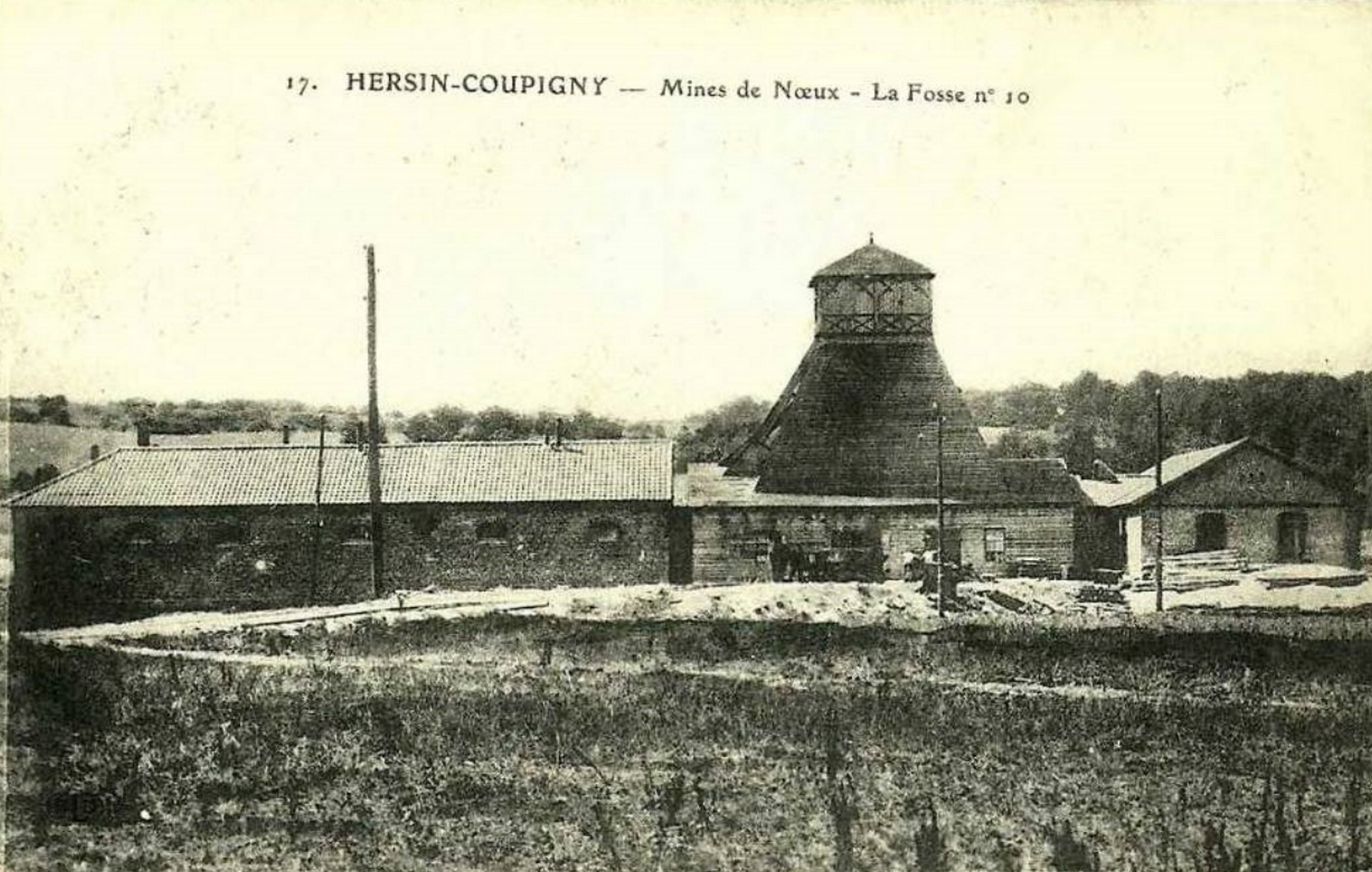
La fosse no 10 vers 1914.

La fosse no 10 est commencée le 28 juin 1911, au sud d'Hersin-Coupigny, et au sud-est de la concession. Les morts-terrains ont été traversés jusqu'à la profondeur de 38 mètres, puis le dévonien, et le terrain houiller a été rencontré à la profondeur de 80 mètres, très inférieure aux prévisions. À la profondeur de 98 mètres, le fonçage pénètre dans des dièves à la faveur d'un accident pour retrouver le tourtia et le terrain houiller à 140 mètres de profondeur.
En 1912, le fonçage du puits no 10 se trouve au voisinage des failles de Ruitz et de Marqueffles, et a traversé d'abord les dièves et le dévonien puis de nouveau les dièves, pour atteindre le terrain houiller à la profondeur précédemment indiquées. Il paraît avoir traversé la faille de Ruitz à 230 mètres de profondeur, et s'est poursuivi dans le terrain houiller renversé. En 1913, le puits s'est poursuivi dans le terrain houiller, puis dans des terrains disloqués, ce n'est qu'à la profondeur de 538 mètres que des terrains réguliers ont de nouveau été atteints. Le puits no 10 atteint au 31 décembre 1913 la profondeur de 723,50 mètres.
Une fosse no 10 bis est commencée en 1914 à Bouvigny-Boyeffles, à 1 455 mètres à l'est.

### Exploitation
La fosse no 10 est équipée d'un chevalement « cocotte ». Elle a été construite au milieu d'une pâture uniquement dans le but d'assurer l'aérage de la fosse no 4 - 4 bis sise dans la même commune, à 1 475 mètres au nord-nord-est. La fosse no 10 ne possède pas de cités, mais une rue des cités de la fosse no 4 - 4 bis y mène : le boulevard de la fosse no 10.
La Compagnie des mines de Nœux est nationalisée en 1946, et intègre le Groupe de Béthune. Le puits no 10, profond de 891 mètres, est comblé en 1962. Les installations de la fosse sont ensuite détruites.

### Reconversion
Au début du XXIe siècle, Charbonnages de France matérialise la tête de puits. Le BRGM y effectue des inspections chaque année. Le seul vestige de la fosse est son château d'eau,. La dalle du puits est particulièrement visible.

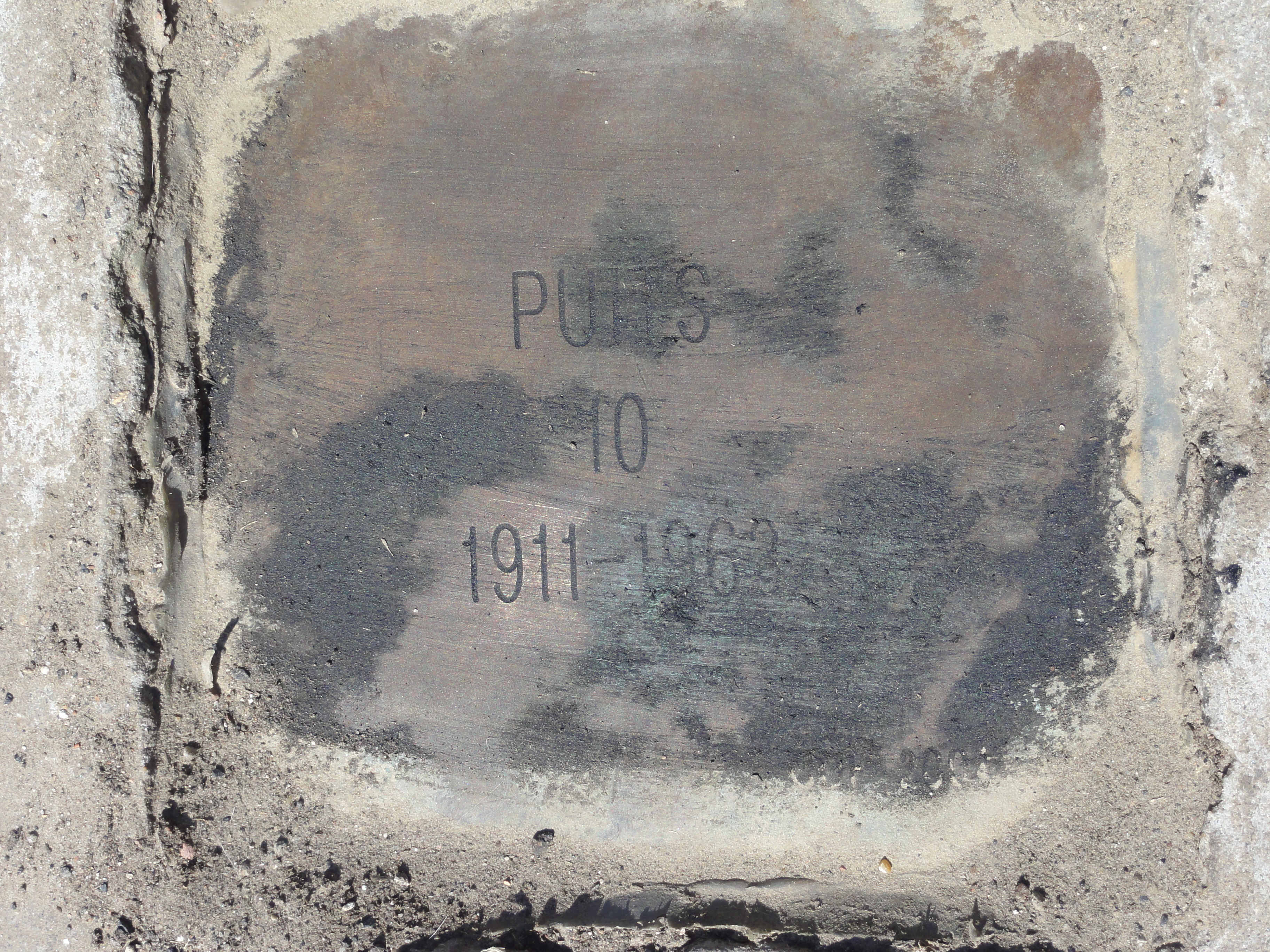
Puits no 10, 1911 - 1962.
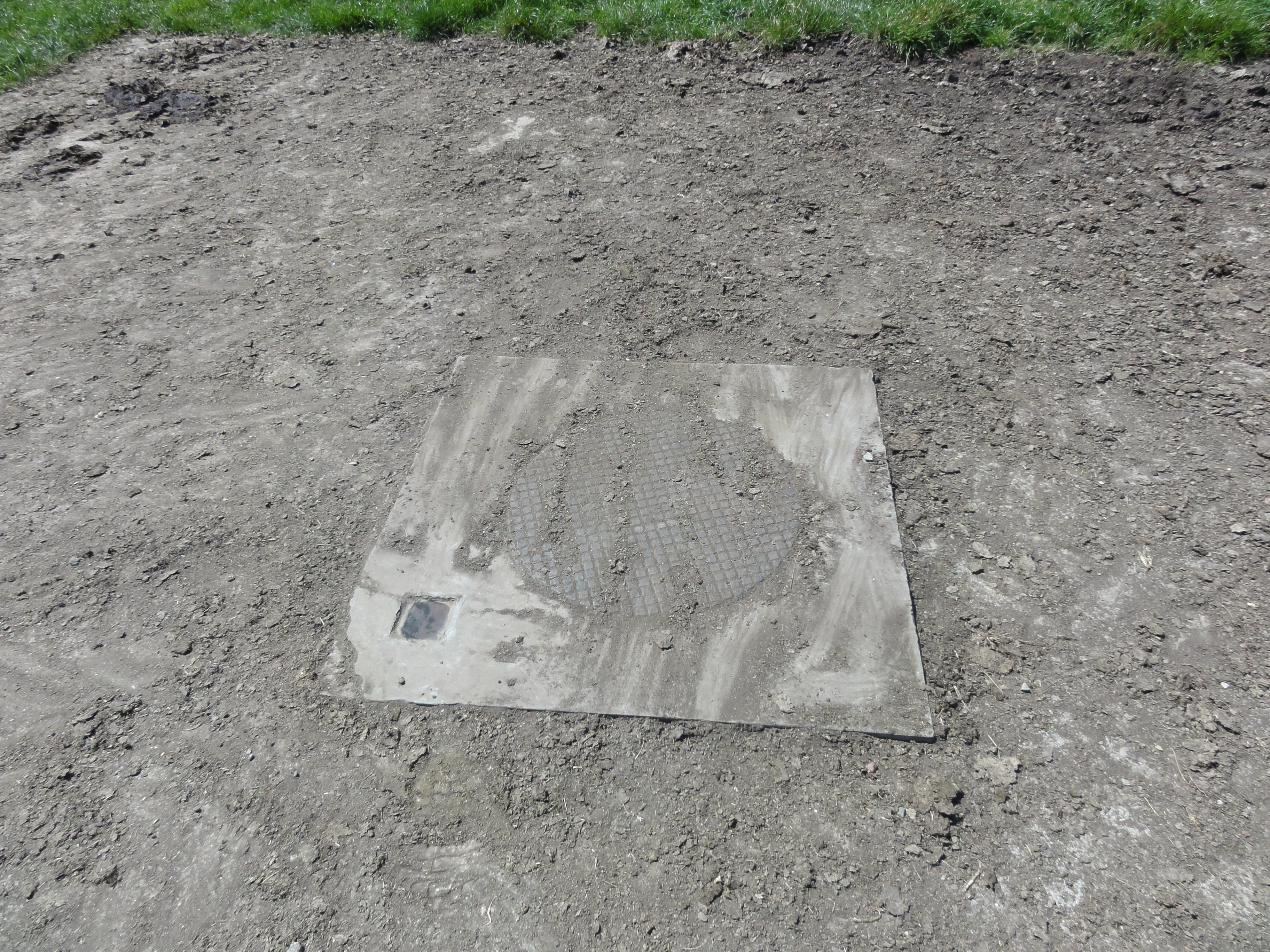
La tête de puits matérialisée no 10.
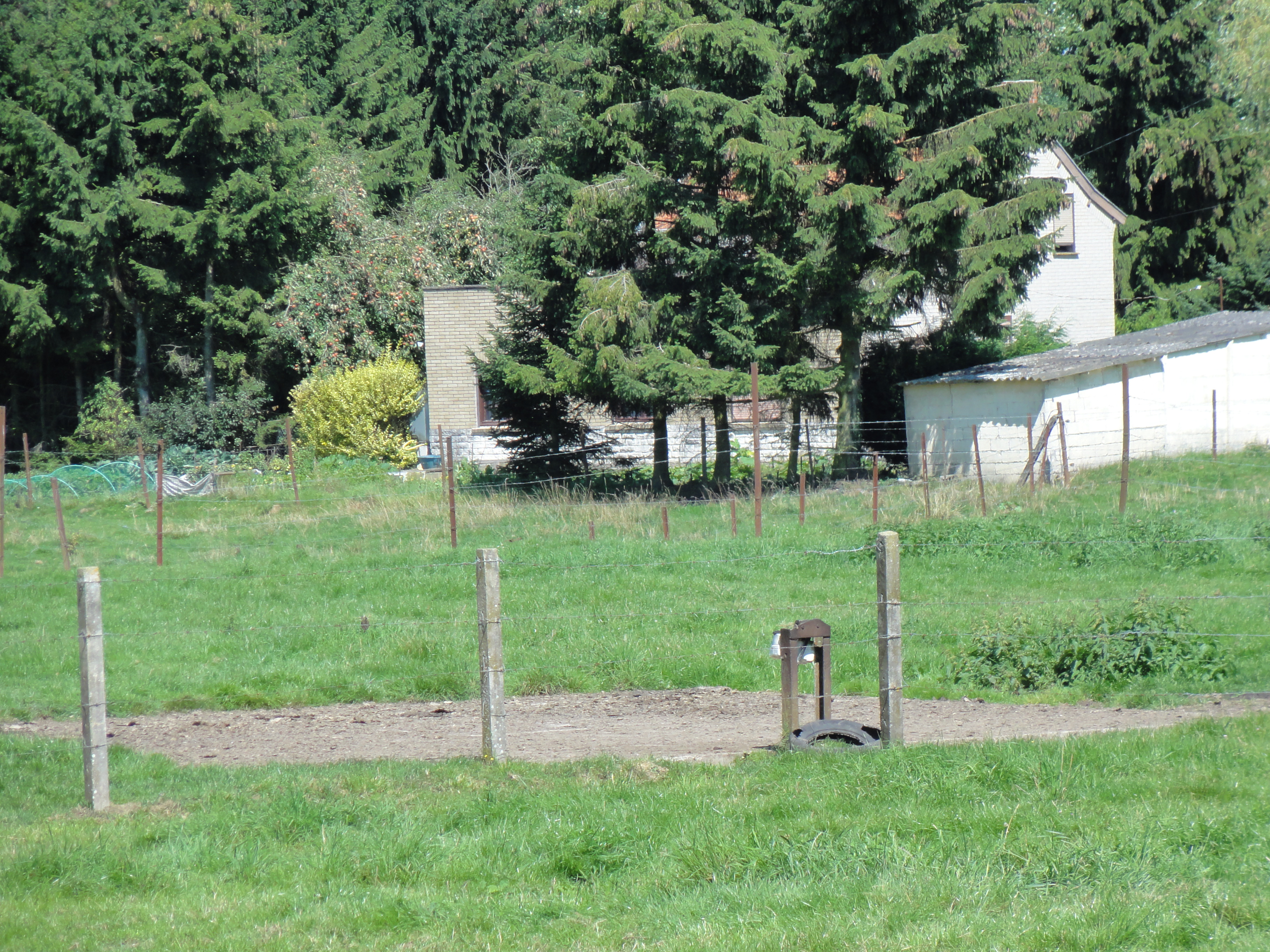
Le puits dans son environnement.
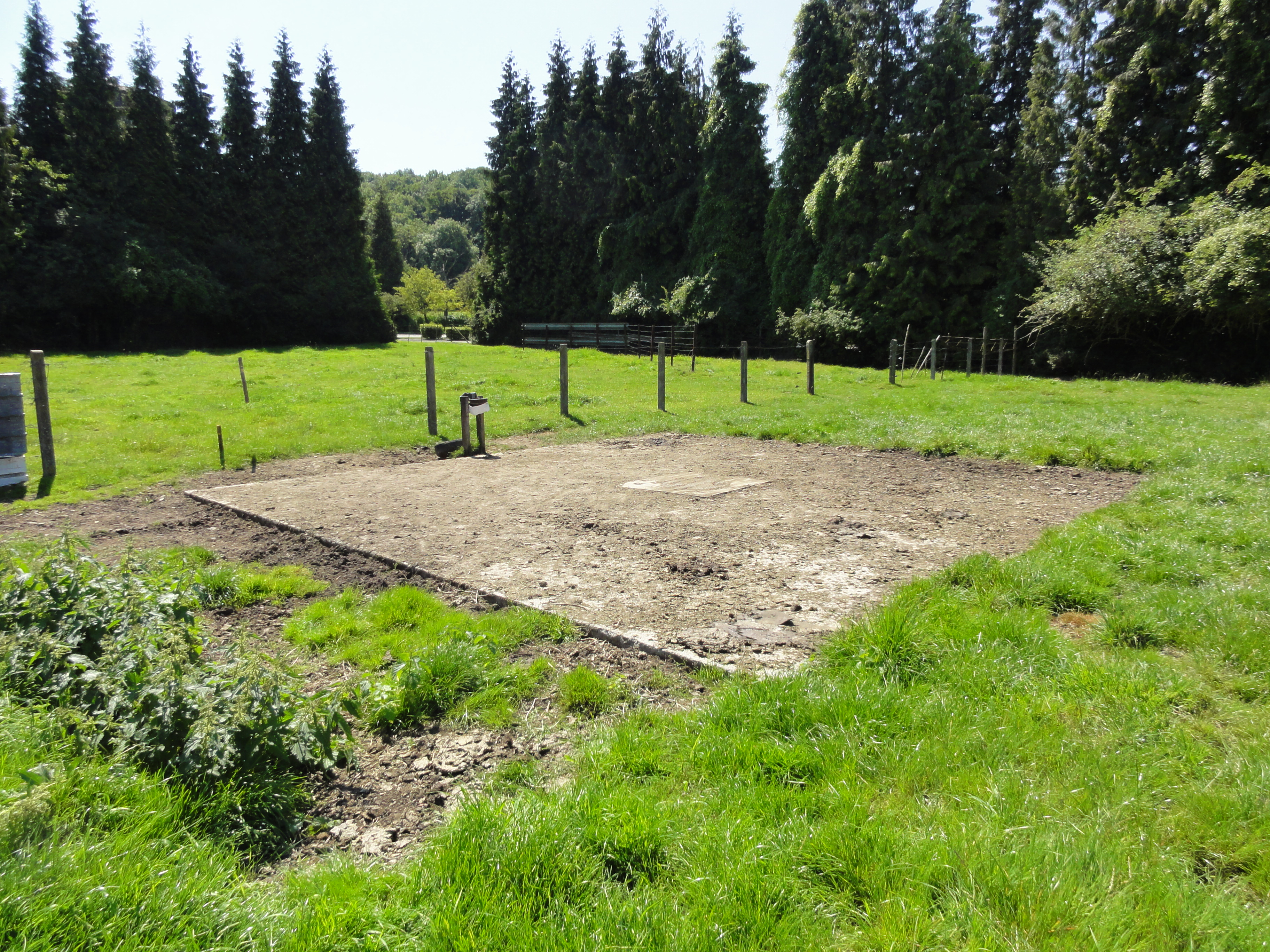
Le puits dans son environnement.
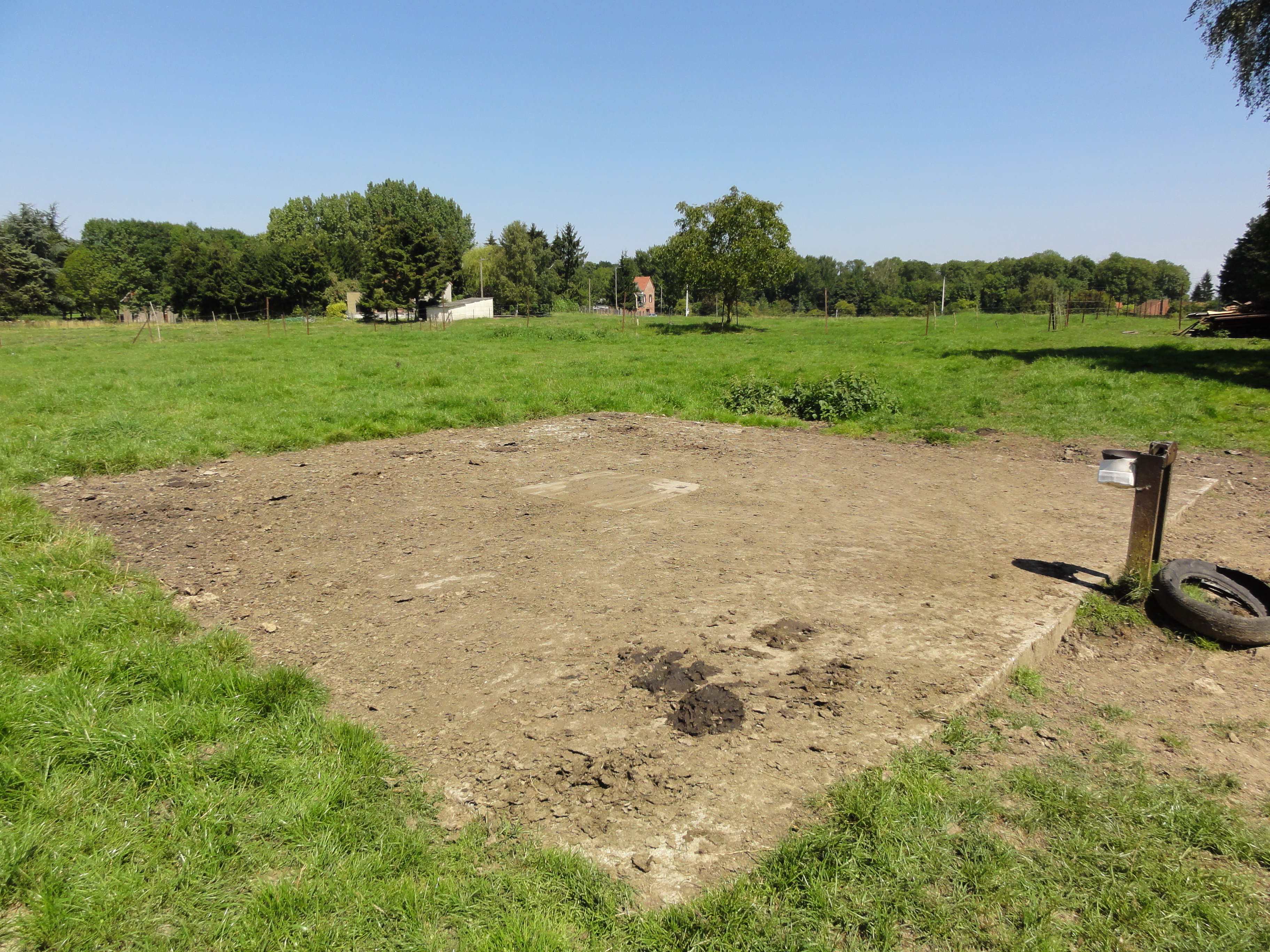
Le puits dans son environnement.
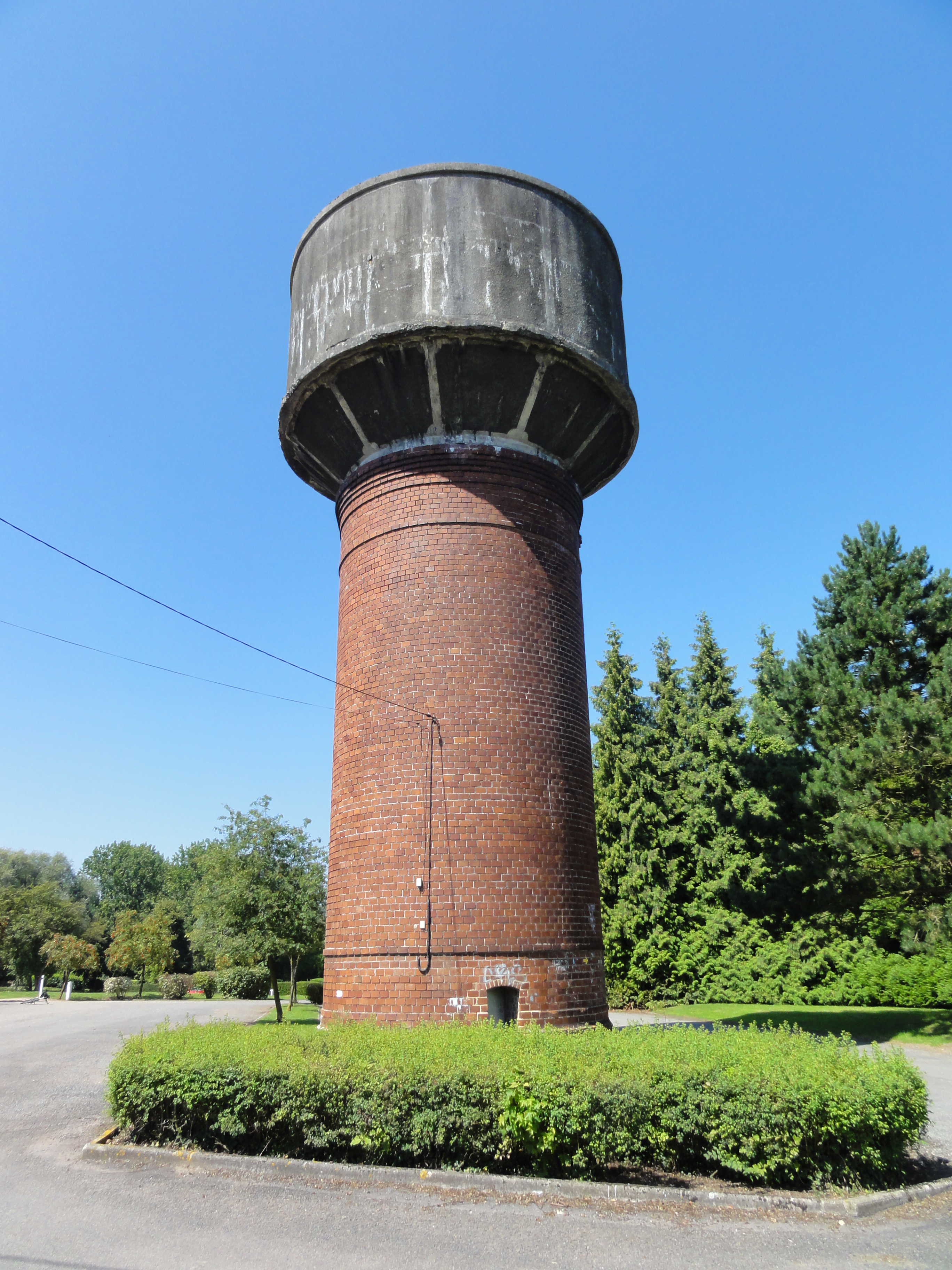
Le château d'eau.